# Роуз Хилл (фильм)
«Роуз Хилл» (англ. Rose Hill) — американский фильм 1997 года, вестерн для семейного просмотра, снятый режиссером Кристофером Кейном. Он основан на романе Джули Гарвуд 1995 года «Для роз». Премьера фильма состоялась на канале Си-би-эс 20 апреля 1997 года.

## Сюжет
Четверо бостонских уличных мальчишек усыновляют маленького ребёнка, которого находят в фургоне во время побега от полиции. Девочку назвали Мэри Роуз. Повзрослев, все пятеро оседают в Блю-Белле, штат Монтана. В Блю-Белле у Мэри Роуз и её четырёх братьев (Адама, Коула, Дугласа и Трэвиса) есть скотоводческая ферма под названием Роуз-Хилл рядом с озером. Там Мэри Роуз живёт и жаждет найти свою настоящую семью, а также узнать о своей истинной личности.

## В ролях
- Дженнифер Гарнер ― Мэри Роуз
- Кортни Чейз ― Мэри Роуз в детстве
- Джеффри Самс ― Адам
- Майкл Александр Джексон ― Адам в детстве
- Джастин Чэмберс ― Коул
- Кевин Зегерс ― Коул в детстве
- Зак Орт ― Дуглас
- Девид Клейн ― Дуглас в детстве
- Тристан Тейт ― Тревис
- Вера Фармига ― Эмили
- Девид Аарон Бейкер ― Харрисон
- Стюарт Уилсон ― Ричард

## Съёмочная группа
| режиссёр   | Кристофер Кэйн                               |
| сценарий   | Джули Гарвуд, Эрл У. Уоллес                  |
| продюсер   | Эндрю Готтлиб, Брент Шилдс, Ричард Уэлш      |
| оператор   | Вилли Курант                                 |
| композитор | Стив Дорфф                                   |
| художник   | Джон Виллетт, Майкл Дивайн, Моника Прудом, … |
| монтаж     | Сабрина Плиско                               |